# Sadducéens
Les sadducéens sont les membres d'un des quatre grands courants du judaïsme antique de l'ancienne Judée (avec les pharisiens, les esséniens et les zélotes), entre le IIe siècle av. J.-C. et le Ier siècle, mais cette définition n'est nullement exclusive.
Elle fait également référence aux membres du clergé à l'époque du Premier Temple de Jérusalem (dont le grand-prêtre était Sadoq) et à un courant théologique sans contextualisation historique dénommé sadocite[réf. incomplète]. Les sadducéens qui se recrutent essentiellement dans l'aristocratie sacerdotale, sont en opposition totale avec les pharisiens et semblent en opposition avec les esséniens. Ils sont décimés par les zélotes et les sicaires lors de la première guerre judéo-romaine.
Les sadducéens se distinguaient des pharisiens notamment sur la question de la résurrection des morts.

## Étymologie
Le terme « sadducéen » vient du latin Sadducaei, emprunté au grec Σαδδουκαῖοι / Saddoukaīoi, lui-même issu de l'hébreu talmudique Tsadoukim. La thèse largement répandue est que ce substantif se rattache au nom de Sadoq (צדוק), un grand-prêtre à l'époque de David et Salomon, ancêtre de la lignée des grands-prêtres. Le terme pourrait ainsi désigner les « partisans » d'un sacerdoce conservateur, entre autres du point de vue politique.

## Histoire
L'histoire des sadducéens est difficile à retracer car les sources sont rares et partiales ou peu fiables historiquement. Mêlées aux propos légendaires comme à l'histoire, elles disparaissent pour réapparaître au cours des siècles.

### Origines légendaires
Il n'y a que deux passages du Tanakh (la Bible hébraïque) qui désignent par sadducéens les membres de la classe sacerdotale liés au grand-prêtre Sadoq, composant de fait une forme de caste. Le Livre d'Ézéchiel établit un lien direct entre les partisans de Sadoq et le clergé, et encense les fils de Sadoq comme les garants de l'orthodoxie lors de l'exil à Babylone.

### AuIIesiècleav. J.-C.
En dehors des textes bibliques et des spéculations que l'on peut faire à partir d'eux, la première source explicite qui atteste d'un mouvement sadducéen est la mention de leur existence sous le règne de Jean Hyrcan Ier (134-104 av. J.-C.) faite par Flavius Josèphe (37-~100 ap. J.-C.). On peut néanmoins dater l'apparition de ce courant au début du IIe siècle av. J.-C. avec l'ascension de Simon II lors de la conquête séleucide de la Judée.
Soutenant la domination séleucide, une hostilité des sadducéens va naître à l'encontre de la dynastie hasmonéenne pour adhérer plus largement au règne d'Hérode Ier, quoique cette perspective qui fait des sadducéens les membres de l'aristocratie hellénisée soit désormais contestée par les historiens[réf. incomplète].

### AuIersiècle
Les sadducéens sont mentionnés dans le Nouveau Testament. Les Actes des Apôtres, ainsi que l'Évangile selon Matthieu, l’Évangile selon Marc en 12,18-27 ou encore l'Évangile selon Luc en 20, 27-38, en font mention.

### À partir duIerjusqu'auXIIesiècle
Après la destruction du Temple de Jérusalem en 70, les sadducéens n'apparaissent plus que dans quelques mentions du Talmud (voir paragraphe suivant). Au VIIe siècle, on voit apparaître en Perse un mouvement, dirigé par Abu Isa d'Ispahan, se réclamant comme sadducéen[réf. incomplète]. Le karaïsme, dans ses balbutiements au VIIIe siècle, compte parmi les partisans d'Anan ben David des dits « sadducéens ». Sadoq fera encore parler de lui au Xe siècle avec le livre Sefer Tsadok écrit par le sage karaïte Ya'akov al-Qirqisani.
Ultime découverte en 1910, alors qu'on croyait pendant longtemps la pensée des sadducéens disparue depuis des siècles, Solomon Schechter mit au jour une version de l'Écrit de Damas datant du XIIe siècle. Celle-ci fait référence à une présence – ou au mieux une influence – des thèses sadocites au sein de la communauté karaïte.

## Croyances
Les sadducéens rejettent l'interprétation de la Torah faite par les pharisiens et plus exactement le Talmud qui s'ensuit. L'historien Flavius Josèphe, né dans une caste sacerdotale proche des sadducéens, résume ainsi cette opposition : « Les pharisiens ont transmis au peuple certaines règles qu'ils tenaient de leurs pères, qui ne sont pas écrites dans les lois de Moïse, et qui pour cette raison ont été rejetées par les sadducéens qui considèrent que seules devraient être tenues pour valables les règles qui y sont écrites et que celles qui sont reçues par la tradition des pères n'ont pas à être observées. » (Antiquités judaïques, XIII-297)
Mais il ne faut pas croire que les sadducéens étaient littéralistes. À ce titre, le Talmud parle d'un « livre sadducéen des décrets ». Leur spiritualité se résume ainsi : « Tout en ayant leur propre exégèse orale, les sadducéens rejetaient certaines traditions extra-bibliques et en particulier celles des autres mouvements. »
Cette spiritualité amena les sadducéens à se séparer des pharisiens sur certaines questions, par exemple :
- la résurrection des morts : selon Flavius Josèphe, les sadducéens ne croyaient pas à la résurrection tandis que les pharisiens y croyaient ;
- la vie après la mort : traditionnellement, le judaïsme pensait que les défunts rejoignaient le royaume des morts, le Sheol, et qu'ils y demeuraient comme des ombres ;
- l'existence des anges.

En outre, les pratiques religieuses différaient quelque peu de celles des pharisiens, en vertu d'interprétations différentes de la Torah :
- la fête de Shavouot était célébrée le lendemain du Shabbat, c'est-à-dire un dimanche ;
- la réjouissance du puisage de l'eau pendant la fête de Souccot était prohibée.